# Den røde Slangeklub
Den røde Slangeklub er en dansk stumfilm fra 1915.

## Handling
Lord Henry er antikvitetssamler. "Den røde Slangeklub" står i forbindelse med jøden Silberstein og laver et indbrud hos Lord Henry, fanger ham og skal netop til at skyde ham og Silbersteins datter, da politiet kommer til og tager banden til fange. Lord Henry og Anita forenes.

## Medvirkende
- Luzzy Werren, Anita
- Marius Berggren
- Vilhelm Poss-Nielsen
- Einar Bruun